# 派恩阿克里斯 (加利福尼亞州)
派恩阿克里斯（英語：Pine Acres）是位於美國加利福尼亞州阿馬多爾縣的一個非建制地區。該地的面積和人口皆未知。

## 地理
派恩阿克里斯的座標為38°23′46″N 120°38′37″W / 38.39611°N 120.64361°W，而該地的平均海拔高度為818米（即2684英尺）。